# Matthias Hentschler
Matthias Hentschler (* 17. April 1973 in Berlin) ist ein deutscher Film- und TV-Produzent und Dokumentarfilmer.

## Leben
Nach der Schule war Hentschler ab 1992 im technischen Bereich von Film- und TV-Produktionen tätig. Seine erste eigene Produktion war der 1998 in Kuba realisierte Dokumentarfilm „TechnoSalsa“, in dem die entstehende elektronische Musikszene Havannas porträtiert wurde. Während dieser Produktion stieß Hentschler in Havanna auf  Florian Borchmeyer, mit dem er 1999 die Produktionsfirma raros media in Berlin gründete. Mit raros media führt er seither Auftragsproduktionen für alle großen TV-Sender in Deutschland durch, aber auch internationale Eventdokumentationen – darunter das Porträt aller weltweiten Loveparades von Berlin bis Mexiko und Tel Aviv. Fokus seiner Produktionen ist Lateinamerika, insbesondere Kuba. Hentschlers Film Havanna – Die neue Kunst, Ruinen zu bauen aus dem Jahr 2006 wurde mit dem Bayerischen Filmpreis ausgezeichnet.

## Politik
Hentschler ist Mitglied der Freien Wähler. Für die Wahl zum Abgeordnetenhaus von Berlin 2021 ist er als Direktkandidat im Wahlkreis Treptow-Köpenick 5 nominiert. Zudem kandidiert er auf Listenplatz 2 zur Wahl für die Bezirksverordnetenversammlung Treptow-Köpenick.